# 栗原健
栗原健（1911年—2005年12月2日）日本的檔案員、歷史學家。專門為外交史和日本近代史。

## 略歴
1934年從國學院大學國史科畢業。1935年，作為外務事務官進入外務省工作。
被分配到文書課，從事整理外交文書和電報類的工作，參與了『日本外交文書』、『終戦史録』（1952年）、『日本外交年表並主要文書　1840-1945』（1955年）、『外務省の百年』上・下（1969年）的編寫，也有協助外交史料館的成立工作（1971年開館）。
從外務省退官後，繼續擔任『日本外交文書』編寫委員・顧問，亦以日本国際政治学会名譽理事的身份指導後進。他也積極支援來訪閱覽外交文書的海外研究者。由於以上的功績，1979年国際交流基金授予他「國際交流獎勵獎」。在1999年，他自己編輯目錄後把自己的藏書捐贈給南開大學。

## 著書

### 単著
- 『天皇─昭和史覚書』（有信堂［文化新書］、1955年。原書房、1970年）

### 共著
- （海野芳郎・馬場明）『佐藤尚武の面目』（原書房、1981年）

### 編著
- 『対満蒙政策史の一面─日露戦後より大正期にいたる』（原書房［明治百年史叢書］、1966年）

### 編纂史料
- （江藤淳監修・波多野澄雄）『終戦工作の記録』上・下（講談社［講談社文庫］、1986年）